# Japans olijfwilgvogeldrekje
Het Japans olijfwilgvogeldrekje (Apotomis basipunctana) is een vlinder uit de familie van de bladrollers (Tortricidae). De wetenschappelijke naam van de soort is voor het eerst geldig gepubliceerd in 1900 door Walsingham.